# Волнат Гроув (Вашингтон)
Волнат Гроув (енгл. Walnut Grove) насељено је место без административног статуса у америчкој савезној држави Вашингтон.

## Демографија
По попису из 2010. године број становника је 9.790, што је 2.626 (36,7%) становника више него 2000. године.
| Група             | 2000.         | 2010.         |
| Белци             | 6.411 (89,5%) | 8.049 (82,2%) |
| Афроамериканци    | 80 (1,1%)     | 219 (2,2%)    |
| Азијати           | 225 (3,1%)    | 445 (4,5%)    |
| Хиспаноамериканци | 212 (3,0%)    | 628 (6,4%)    |
| Укупно            | 7.164         | 9.790         |